# Eulioptera montana
Eulioptera montana är en insektsart som beskrevs av David R. Ragge 1980. Eulioptera montana ingår i släktet Eulioptera och familjen vårtbitare. Inga underarter finns listade i Catalogue of Life.